# Человек Галахи
«Человек Галахи» — наиболее известное философское произведение раввина Йосефа Дова Соловейчика, написанное в 1944 году. Книга написана на иврите довольно сложным философским языком, обсуждаются Кант, Маймонид и другие мыслители. Около тридцати лет никто не брался перевести книгу на английский вплоть до семидесятых годов, когда профессор Лоуренс Каплан, ученик Рава, выпустил английский перевод.

## Главные темы книги
Книга посвящена разработке образа ортодоксального религиозного еврея особенного типа — посвященного еврейскому закону галахи. Тип является обобщением традиции литовских евреев не-хасидов, делающих основной упор не на эмоции, а на подчинение галахе. В книге приводятся прототипы образа: р. Хаим Соловейчик, Виленский гаон, Маймонид.
В книге наличествуют отчётливые неокантианские мотивы — восприятие мира происходит у человека галахи через априорные категории, только это категории галахи. Классическое пример — пространство, воспринимается человеком галахи по категориям галахи — «прошёл ли он четыре локтя, важные для запрета ношения в шаббат? Шире ли шалаш чем десять ладоней для того, чтобы шалаш годился в качестве Сукки на праздник Суккот» и тому подобное.
Время тоже рассматривается аналогичным образом — сколько прошло времени с утра, с точки зрения времени установленных молитв? Характерная особенность восприятия времени, что известно не только прошлое, но и будущее, так как в галахе описано, что будет, когда придёт мессия. Прошлое для человека галахи тоже не является чем-то прошедшим и застывшим, как обычно. Галаха даёт человеку орудия для изменения прошлого, а именно раскаяние, описанное в галахических кодексах, даёт человеку возможность изменить прошлое, если не сами факты, то их значение. После раскаяния по галахе даже проступок превращается в заслуги, так что человек галахи работает с прошлым и будущем как в лаборатории.
Творческую работу человека галахи можно уподобить работе математика или физика-теоретика, с заменой науки на галаху. Вся природа, а также вся личная жизнь человека воспринимается как арена галахического выполнения заповедей. Эмоциональное состояние человека галахи создаётся априорным знанием устройства мира, поэтому человека галахи никогда не испытывает страха, скажем, смерти. Человек галахи не устремляется ввысь, а стремится принести Божественное присутствие вниз, в наш мир, а именно в те самые четыре локтя галахи, по выражению талмуда.
Святость человека галахи реализуется через слияние с галахическим идеалом и выводит человека из игры случайностей, делает его совершенно свободным.
Молитва человека галахи — средство осознания себя в мире и открытие себя, с одной стороны, и готовности принести себя в жертву, с другой.

## Критика книги
Своеобразный идеал человека галахи иногда вызывает неприятие в том смысле, что человек становится подобием галахического робота, живущего в иллюзорном мире.

## Значение книги
Своей разработкой образа человека галахи книга р. Соловейчика вносит значительный вклад в религиозную типологию и психологию, задаёт своеобразный идеал еврея-«литвака».